# Ri Yong-sam
Ri Yong-sam est un lutteur nord-coréen spécialiste de la lutte libre né le 22 août 1972.

## Biographie
Lors des Jeux olympiques d'été de 1996 se tenant à Atlanta, il remporte la médaille de bronze en combattant dans la catégorie des -57 kg.